# Dorithia
Dorithia là một chi bướm đêm thuộc phân họ Tortricinae của họ Tortricidae.

## Các loài
- Dorithia consacculana Brown, in Brown & Powell, 1991
- Dorithia crucifer (Walsingham, 1914)
- Dorithia equadentana Brown, in Brown & Powell, 1991
- Dorithia imitatrix Brown & Obraztsov in Brown & Powell, 1991
- Dorithia meridionalis Brown, in Brown & Powell, 1991
- Dorithia occidentana Brown, in Brown & Powell, 1991
- Dorithia paraviridana Brown, in Brown & Powell, 1991
- Dorithia peroneana Barnes & Busck, 1920
- Dorithia powellana Brown, in Brown & Powell, 1991
- Dorithia pseudocrucifer Brown, in Brown & Powell, 1991
- Dorithia robustana Brown, in Brown & Powell, 1991
- Dorithia semicirculana (Fernald, 1882)
- Dorithia spinosana Brown, in Brown & Powell, 1991
- Dorithia strigulana Brown & Obraztsov in Brown & Powell, 1991
- Dorithia tototuana Brown, in Brown & Powell, 1991
- Dorithia trigonana Brown & Obraztsov in Brown & Powell, 1991
- Dorithia wellingana Brown, in Brown & Powell, 1991